# Универзитет Индијана (Блумингтон)
Универзитет Индијана Блумингтон (енгл. Indiana University Bloomington, IU Bloomington) је јавни истраживачки универзитет који се налази у Блумингтону, Индијана, Сједињене Америчке Државе. Основан је 1820. године и представља главни кампус система Универзитета Индијана, који обухвата више високошколских установа у савезној држави Индијана. Универзитет има преко 40.000 студената на основним и постдипломским студијама и нуди програме из различитих академских области, укључујући музику, економију, природне науке и хуманистичке науке. Универзитет Индијана Блумингтон је седиште Музичке школе Џејкобс, једне од највећих музичких школа у Сједињеним Америчким Државама, као и Пословне школе Кели и Школе за јавне и еколошке послове О’Нил.
Универзитет Индијана Блумингтон разликује се од система Универзитета Индијана, који укључује више кампуса, као што су IU Indianapolis, IU Northwest и IU South Bend. Блумингтон је највећи кампус и нуди већину истраживачких програма и напредних академских степена. Универзитет такође има спортске тимове који се такмиче у NCAA Division I под именом Indiana Hoosiers.